# Поджо-Руско
Поджо-Руско (итал. Poggio Rusco) — коммуна в Италии, располагается в регионе Ломбардия, подчиняется административному центру Мантуя.
Население составляет 6266 человек, плотность населения составляет 149 чел./км². Занимает площадь 42 км². Почтовый индекс — 46025. Телефонный код — 0386.
Покровительницей коммуны почитается Пресвятая Богородица (SS. Nome di Maria). Праздник ежегодно празднуется 12 сентября.

## Города-побратимы
- Конде-сюр-Нуаро, Франция (1999)